# Tetragonurus
Tetragonurus is een geslacht van straalvinnige vissen uit de familie van hoekstaarten (Tetragonuridae).

## Soorten
- Tetragonurus atlanticus Lowe, 1839
- Tetragonurus cuvieri Risso, 1810
- Tetragonurus pacificus Abe, 1953